# Winton, Stank and Hallikeld
Winton, Stank and Hallikeld est une paroisse civile du Yorkshire du Nord, en Angleterre.